# Selección femenina de hockey sobre hierba de los Países Bajos

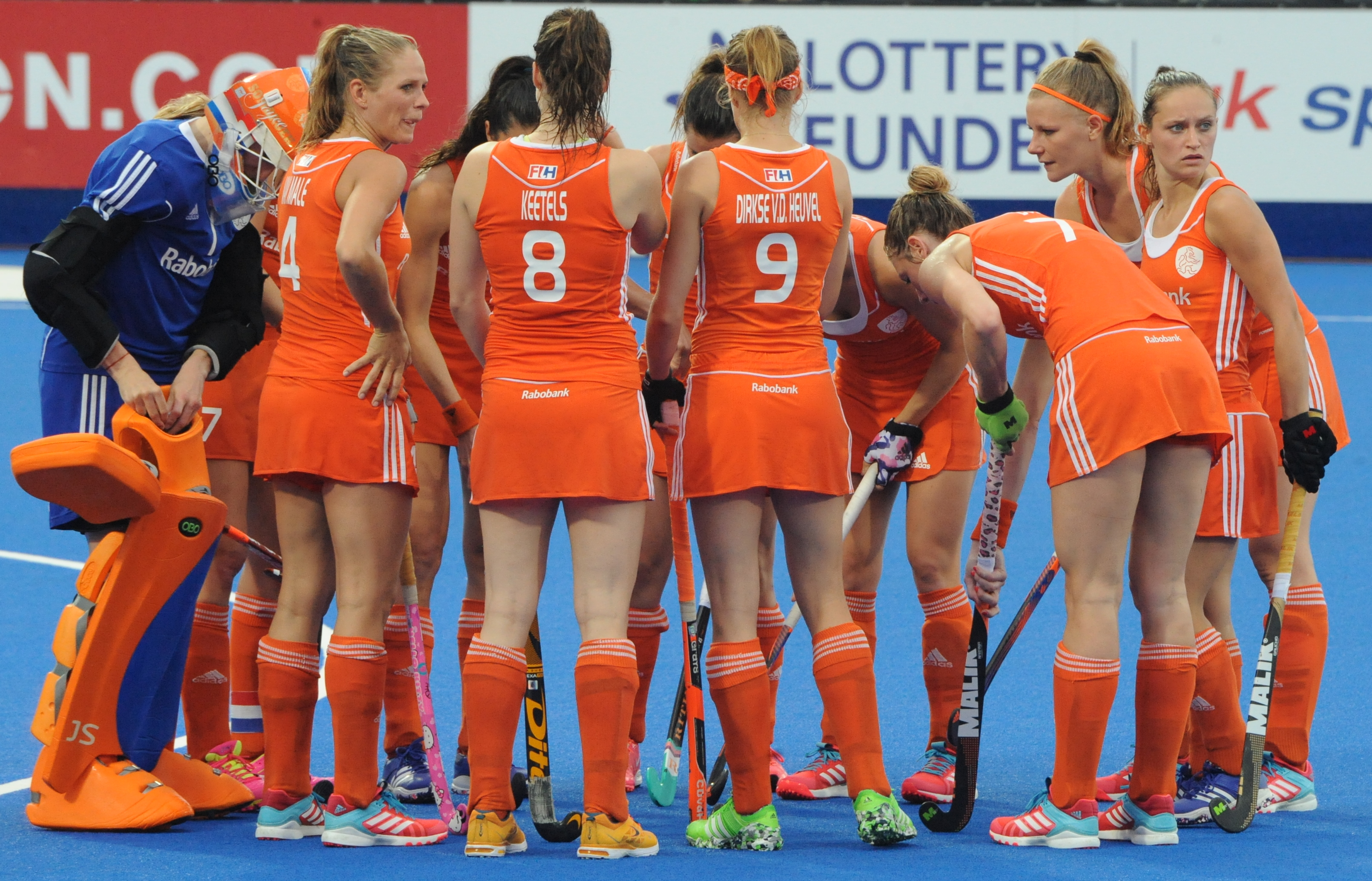

La selección femenina de hockey sobre césped de los Países Bajos es conformada por la Real Asociación Neerlandesa de Hockey sobre césped. Es el seleccionado más exitoso del hockey femenino, habiendo ganado nueve Campeonatos Mundiales, cinco medallas de oro en los Juegos Olímpicos, siete Champions Trophy, dos Ligas Mundiales, cinco Pro League y trece Campeonatos Europeos.

## Resultados

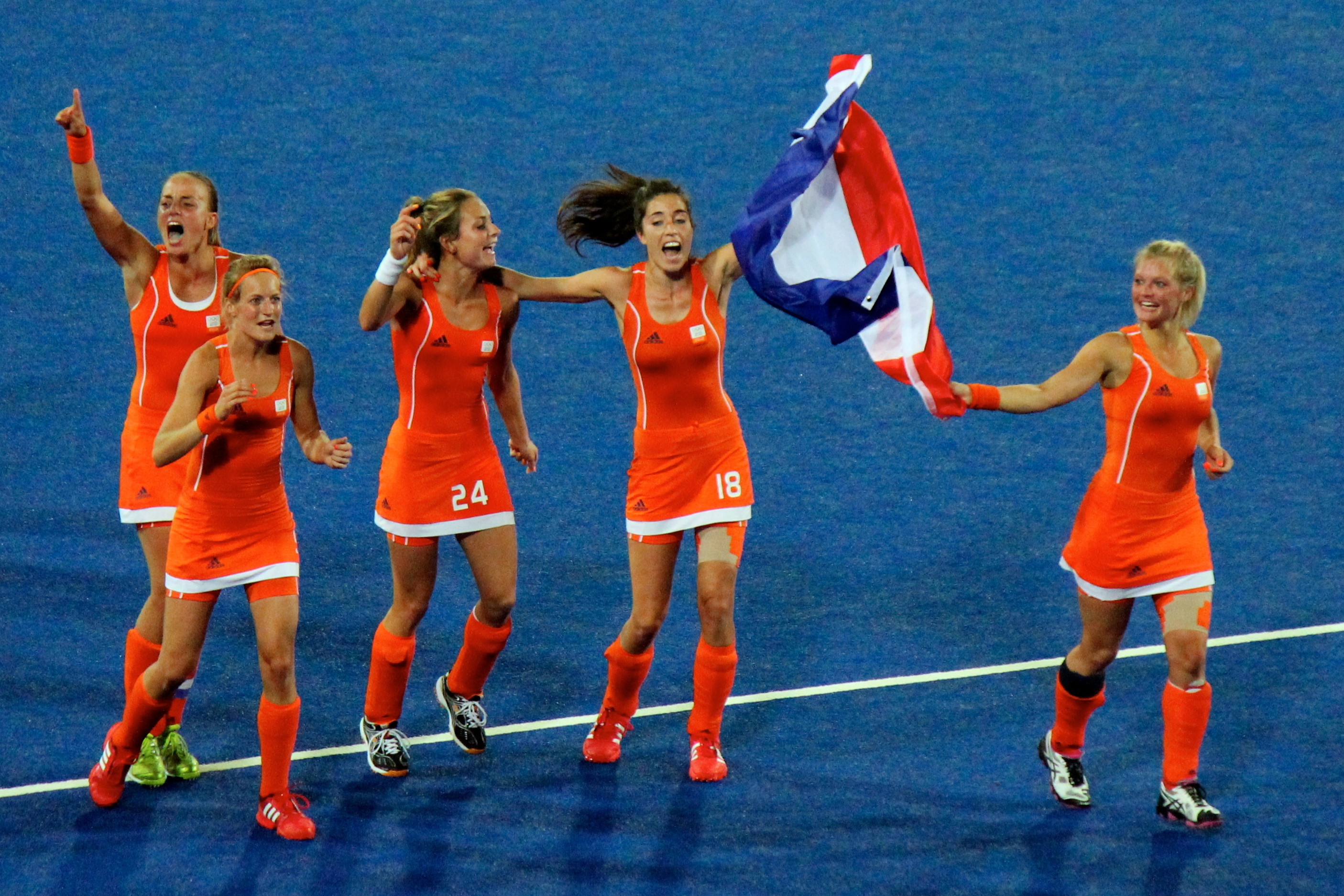
Celebrando tras ganar la final de los Juegos Olímpicos de Londres 2012.

### Juegos Olímpicos
| Año                 | Posición      |
| ------------------- | ------------- |
| Moscú 1980          | No clasificó  |
| Los Ángeles 1984    | Campeón       |
| Seúl 1988           | Tercer puesto |
| Barcelona 1992      | Sexto puesto  |
| Atlanta 1996        | Tercer puesto |
| Sídney 2000         | Tercer puesto |
| Atenas 2004         | Subcampeón    |
| Pekín 2008          | Campeón       |
| Londres 2012        | Campeón       |
| Río de Janeiro 2016 | Subcampeón    |
| Tokio 2020          | Campeón       |
| París 2024          | Campeón       |
| Títulos             | 5             |

### Campeonato Mundial
| Año                     | Posición    |
| ----------------------- | ----------- |
| Mandelieu 1974          | Campeón     |
| Berlín Occidental 1976  | Tercero     |
| Madrid 1978             | Campeón     |
| Buenos Aires 1981       | Plata       |
| Kuala Lumpur 1983       | Campeón     |
| Amstelveen 1986         | Campeón     |
| Sídney 1990             | Campeón     |
| Dublín 1994             | Sexto       |
| Utrecht 1998            | Plata       |
| Perth 2002              | Plata       |
| Madrid 2006             | Campeón     |
| Rosario 2010            | Plata       |
| La Haya 2014            | Campeón     |
| Londres 2018            | Campeón     |
| Tarrasa/Amstelveen 2022 | Campeón     |
| Wavre/Amstelveen 2026   | clasificado |
| Total                   | 10          |

### Champions Trophy
| Año                     | Posición     |
| ----------------------- | ------------ |
| Amstelveen 1987         | Campeón      |
| Fráncfort del Meno 1989 | Quinto       |
| Berlín 1991             | Bronce       |
| Amstelveen 1993         | Plata        |
| Mar del Plata 1995      | No clasificó |
| Berlín 1997             | Bronce       |
| Brisbane 1999           | Plata        |
| Amstelveen 2000         | Campeón      |
| Amstelveen 2001         | Plata        |
| Macao 2002              | Bronce       |
| Sídney 2003             | Bronce       |
| Rosario 2004            | Campeón      |
| Canberra 2005           | Campeón      |
| Amstelveen 2006         | Bronce       |
| Quilmes 2007            | Campeón      |
| Mönchengladbach 2008    | Bronce       |
| Sídney 2009             | Bronce       |
| Nottingham 2010         | Plata        |
| Amstelveen 2011         | Campeón      |
| Rosario 2012            | Bronce       |
| Mendoza 2014            | Bronce       |
| Londres 2016            | Plata        |
| Changzhou 2018          | Campeón      |
| Total                   | 7            |

### Campeonato Europeo
| Año                  | Posición |
| -------------------- | -------- |
| Lille 1984           | Campeón  |
| Londres 1987         | Campeón  |
| Bruselas 1991        | Cuarto   |
| Amstelveen 1995      | Campeón  |
| Colonia 1999         | Campeón  |
| Barcelona 2003       | Campeón  |
| Dublín 2005          | Campeón  |
| Mánchester 2007      | Plata    |
| Amstelveen 2009      | Campeón  |
| Mönchengladbach 2011 | Campeón  |
| Boom 2013            | Bronce   |
| Londres 2015         | Plata    |
| Amstelveen 2017      | Campeón  |
| Amberes 2019         | Campeón  |
| Amstelveen 2021      | Campeón  |
| Mönchengladbach 2023 | Campeón  |
| Mönchengladbach 2025 | Campeón  |
| Total                | 13       |

### Liga Mundial
| Año              | Posición |
| ---------------- | -------- |
| Tucumán 2012–13  | Campeón  |
| Rosario 2014–15  | Quinto   |
| Auckland 2016–17 | Campeón  |
| Total            | 2        |

### Pro League
| Año     | Posición |
| ------- | -------- |
| 2019    | Campeón  |
| 2020-21 | Campeón  |
| 2021-22 | Plata    |
| 2022-23 | Campeón  |
| 2023-24 | Campeón  |
| 2024-25 | Campeón  |
| Títulos | 5        |

## Equipo
Selección Juegos Olímpicos 2024

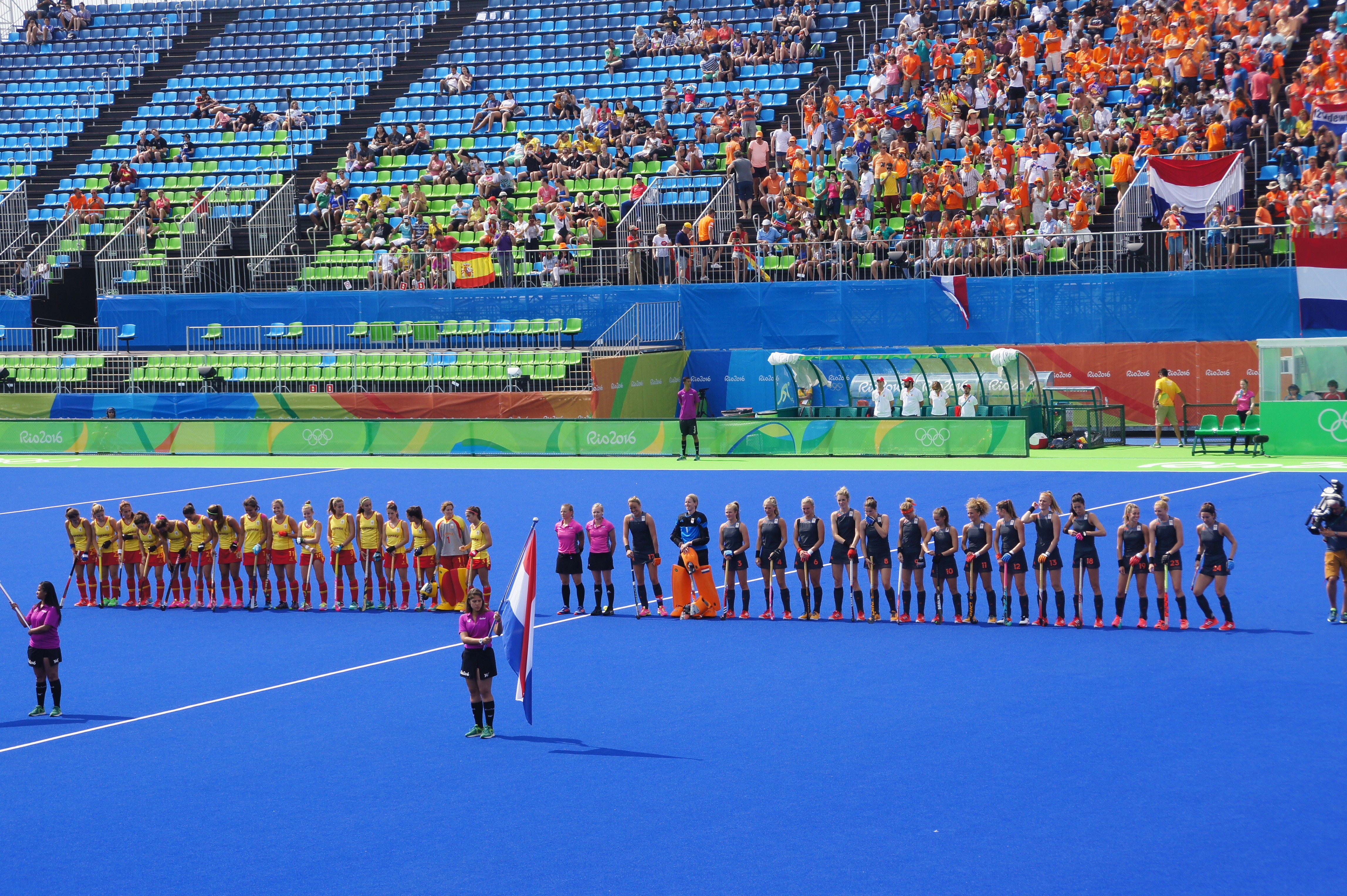
Países Bajos vs España en los juegos olímpicos de Río 2016

Felice Albers · Joosje Burg · Pien Dicke · Luna Fokke · Yibbi Jansen · Marleen Jochems · Sanne Koolen · Renée van Laarhoven · Frédérique Matla · Freeke Moes · Laura Nunnink · Lisa Post · Pien Sanders · Marijn Veen · Anne Veenendaal (A) · Maria Verschoor · Xan de Waard (C). Técnico: Paul van Ass.
Selecciones anteriores